# 2015年湖北荆州电梯事故

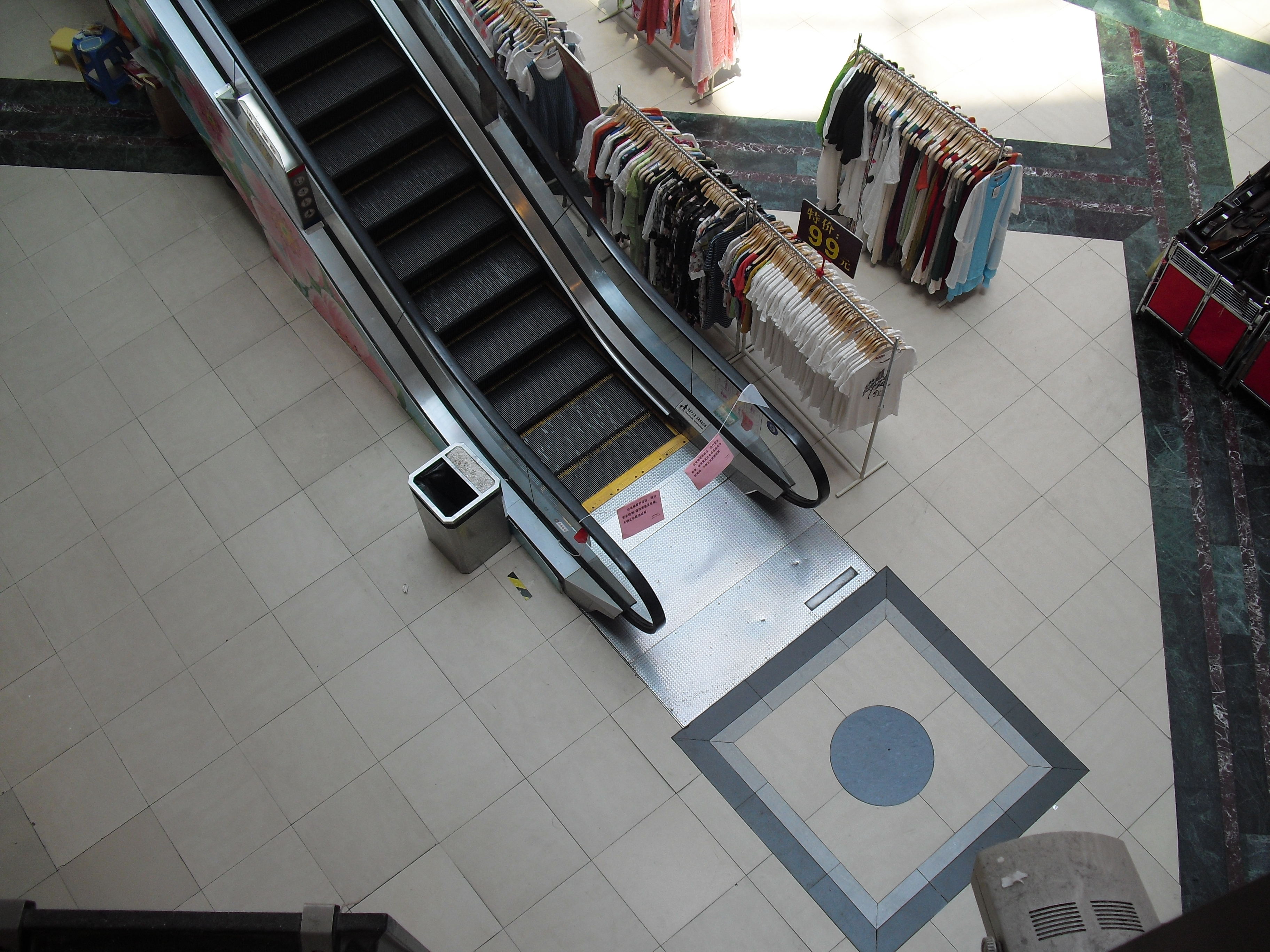
上海质检总局发布停运通知后，百联中环内的申龙自动扶梯

2015年湖北荆州电梯事故（官方通报名称为“7·26”电梯安全事故）是2015年7月26日上午10时09分51秒左右，在中国湖北省荆州市安良百货商场发生的一起电梯安全事故。2015年7月26日，一名带着幼儿的30岁女子在安良百货商场购物期间，因电梯与楼面连接的迎宾踏板松动，被卷入电梯内，后被救援人员救出后不治身亡。

## 事发地点和电梯
此次事故所发生的地点为湖北省荆州市安良百貨商场，于2012年元旦開業，是當地規模最大的幾家購物中心之一。
事发电梯型号为FML08，制造商为申龙电梯股份有限公司，设计时间为2008年，出厂日期为2014年7月1日，检验合格日期为2015年3月16日。而该型号电梯在全国有4648台，此次为该型号电梯的首次事故。根据中国于2012年发布的规定，电梯制造方需在盖板内安装警报器，而涉事电梯也装有警报器，但并未触发。

## 事件经过

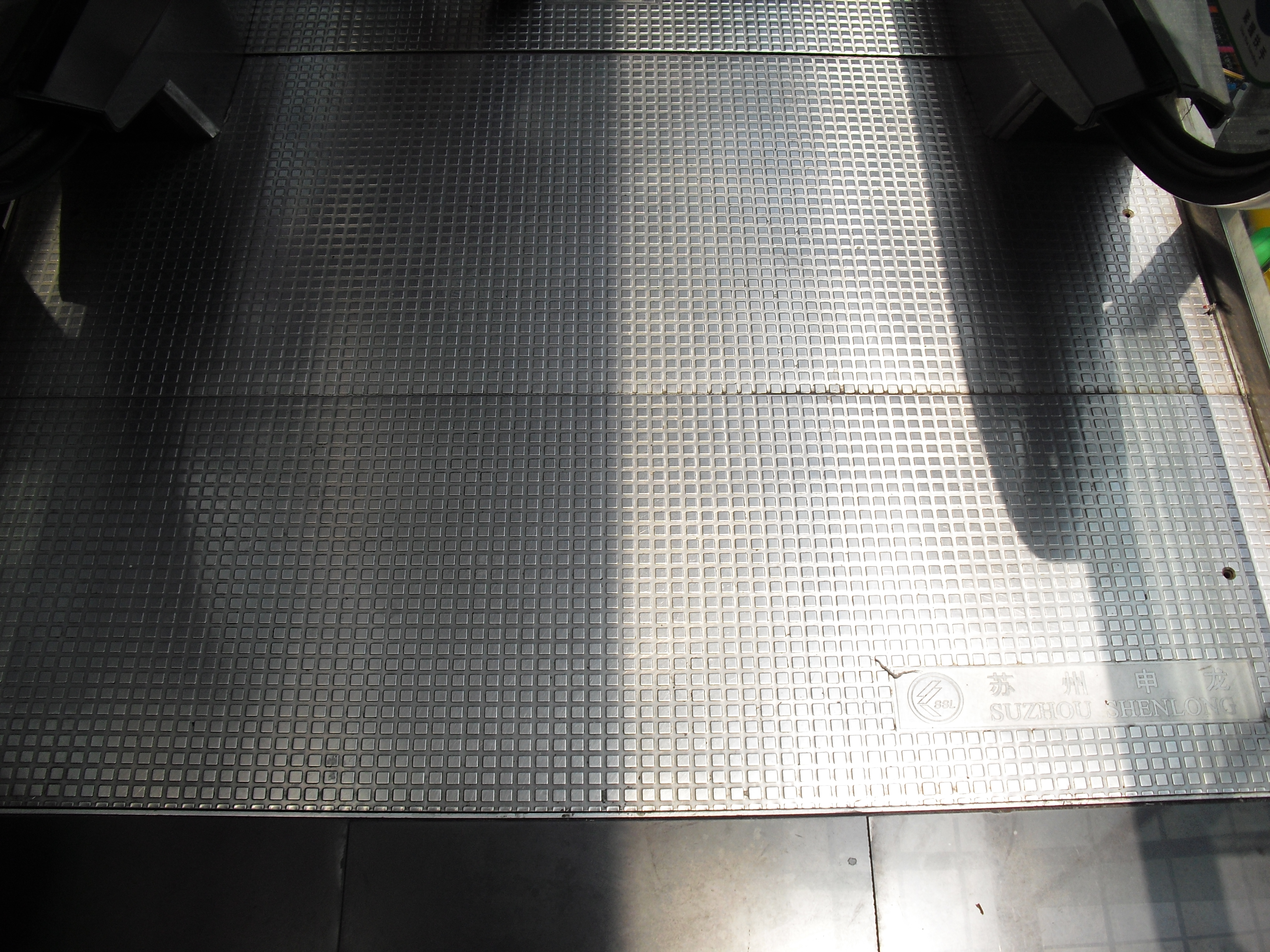
一台同为申龙制造的手扶自动电梯的盖板

此次事故的受害者名叫向柳娟，湖北荆州公安县埠河镇群英村人，其父柳中桂是当地的农民，而其妹向柳婷则在安良百貨工作。向柳娟的丈夫名为张伟。
2015年7月26日上午10时09分51秒左右，湖北省荆州市安良百货商场内发生电梯安全事故，女子向柳娟携带3岁幼子搭乘商场内7楼由申龙制造的手扶自动扶梯时，踩在松动的楼层板（一些媒体报道为前沿板，但中国标准《GB/T 7024-2008电梯、自动扶梯、自动人行道术语》为楼层板）上而被卷入电梯底部，其幼子被母亲抛出并被一旁工作人员接住才得以幸免，救援人员赶到现场时被卷入者已无生命迹象。这一过程只持续了9秒钟。
事发前曾有2名女性商场工作人员搭乘同台电梯，发现盖板有松动迹象，随后并未采取任何有效措施。被卷入者及其幼子搭乘电梯至半途才获站在电梯末端工作人员的提醒。而女子被卷入后，商场工作人员未及时按下电梯的紧急停止按钮，直至维修人员赶到后电梯方才停止运行，此时被卷入者已卡在电梯中部。

## 事件调查及善后措施
7月27日21时30分，荆州市就此次事故召开新闻发布会。荆州市安监局局长陈观鑫在会上通报，初步判断在事故发生5分钟前，商场工作人员发现电梯盖板有松动翘起现象，但并未采取停梯检修等应急措施。导致当事人踏在已松动翘起的盖板最末端时盖板发生翻转，坠入上机房驱动站内防护挡板与梯级回转部分的间隙内，属于安全生产责任事故。会上还同时宣布，荆州市安监局即日起在全市范围内对电梯等特种设备开展安全专项检查。
此时，网络及媒体已经铺天盖地对事故进行报道；而在7月28日17时36分，申龙才迟迟发布了沉痛哀悼的声明。
随后，全国大量城市开始停用检修申龙制造的电梯。国家质检总局亦紧急下发了《关于立即开展自动扶梯与自动人行道安全检查的紧急通知（质检特函［2015］41号）》，通知内要求“各地质监部门督促电梯使用、维保单位在8月10日前对自动扶梯与自动人行道逐台进行一次针对性检查，重点检查检修盖板、楼层板、防护挡板以及梳齿板等，发现事故隐患立即停止使用并做好安全防护和疏散引导；同时要求电梯制造单位对检修盖板和楼层板的设计制造进行分析，如因设计制造等生产原因存在危及安全的同一性缺陷的，应当立即停止生产，主动采取召回措施。”。在香港，机电工程署已经加強巡查香港现有电梯的安全，並向電梯業界發出通告，提醒各註冊电梯的承辦商與工程師檢查自動梯的檢修蓋板、樓板、相關的支撐結構及保護裝置等，是否處於良好工作狀態。

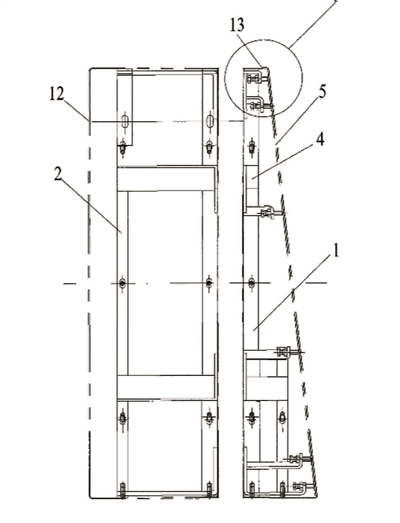
申龙电梯的专利盖板设计

此次事故调查报告于29日发布，初步认定电梯制造商申龙电梯股份有限公司存在有盖板结构设计不合理（容易松动和翘起）、3块盖板尺寸与图纸不符（申龙提供图纸中连接处槽设计为22毫米，而实际尺寸只有20毫米，这会导致盖板的移动）、出厂产品零部件质量品控不佳等问题，申龙电梯和安良百货公司对此次事故应负主要责任，湖北德富机电设备有限公司对此次事故负相关次要责任。同日，申龙电梯在官方网站上发布公告，认定在生产中产品为合格。更有媒体通过调查发现，申龙有外购外协占主营成本七成、分公司曾涉不规范运营、事故发生地所处的湖北地区的分公司曾遭遇过税务部门行政处罚，IPO招股书对事故屡次曝光只字不提等诸多问题。
10月15日，荆州质监部门两名工作人员因卷入该事件，被荆州市沙市区人民检察院以玩忽职守罪逮捕，立案侦查并采取强制措施。

## 反应

### 媒体报道
有媒体评论指出：“只有把问题弄清楚了，把责任追到位了，把监管责任发挥好了，才能有效防范电梯事故的再次发生，也才能让公众完全放心使用电梯”。另外有媒体指出，只有加大电梯业监督管理力度及检查检修和整改力度，才能锁紧电梯的“夺命之口”。
荆州电梯事故引起了全球关注，全球各大主要媒体，包括《南华早报》、《太阳报》、《卫报》、CNN、《纽约时报》等，亦作出了报道。

### 网络舆论
有网友在新浪微博评论称：“如果我们连自动扶梯和食品这种日常事物的安全性都不能信任，我们还能信任什么呢？”；而另一条评论则写道“要把商家和电梯生产企业罚到破产”。